# Amelia Clarkson
Amelia Jayne Clarkson (* 12. Februar 1997 in England) ist eine britische Schauspielerin.

## Leben und Karriere
Clarkson wurde am 12. Februar 1997 geboren. Sie besuchte die Sylvia Young Theatre School. Ihr Debüt gab sie 2009 in der Serie The Sarah Jane Adventures. Anschließend war sie 2011 in einer Folge in Doctor Who zu sehen. Unter anderem trat sie in dem Film Mr. Nice auf. Im selben Jahr spielte Clarkson in Jane Eyre mit. 2014 wurde sie für die Miniserie The Assets gecastet. Von 2016 bus 2019 bekam sie eine Rolle in Poldark. 2022 setzte sie ihre Karriere in Red Rose fort.

## Filmografie (Auswahl)
Filme
- 2010: Mr. Nice
- 2011: Jane Eyre
- 2013: StreetDance Kids (All Stars)
- 2019: Intrigo: Dear Agnes

Serien
- 2009: The Sarah Jane Adventures
- 2011: Doctors
- 2014: The Assets
- 2014: Our Zoo
- 2016–2019: Poldark
- 2017–2018: Knightfall
- 2018–2022: The Last Kingdom
- 2022: Red Rose